# 2021年美國聯盟冠軍賽
2021年美國聯盟冠軍賽（英語：ALCS）是美國職棒大聯盟季後賽第二輪的比賽，由美聯東區外卡資格波士頓紅襪和美聯西區冠軍休士頓太空人展開對決。

## 波士頓紅襪對休士頓太空人
休士頓以4勝2負贏得系列賽
| 場次 | 客隊   | 比分  | 主隊   | 日期     | 場地           | 觀眾人數 |
| ---- | ------ | ----- | ------ | -------- | -------------- | -------- |
| 1    | 紅襪   | 4：5  | 太空人 | 10月15日 | 美粒果公園球場 | 40534    |
| 2    | 紅襪   | 9：5  | 太空人 | 10月16日 | 美粒果公園球場 | 41476    |
| 3    | 太空人 | 3：12 | 紅襪   | 10月18日 | 芬威球場       | 37603    |
| 4    | 太空人 | 9：2  | 紅襪   | 10月19日 | 芬威球場       | 38010    |
| 5    | 太空人 | 9：1  | 紅襪   | 10月20日 | 芬威球場       | 37599    |
| 6    | 紅襪   | 0：5  | 太空人 | 10月22日 | 美粒果公園球場 | 42718    |

## 逐場結果

### 10月15日 第一場
德克薩斯州，休士頓，美粒果公園球場
| 波士頓紅襪 | 0 | 0 | 3 | 0 | 0 | 0 | 0 | 0 | 1 | 4 | 9  | 0 |
| 休士頓太空人 | 1 | 0 | 0 | 0 | 0 | 2 | 1 | 1 | X | 5 | 11 | 1 |
| 勝投： Ryne Stanek（1–0） 敗投： Hansel Robles（0–1） 救援成功： 萊恩·普萊斯利（1） 全壘打： 紅襪：安立奎·赫南德茲 2（3上，1分、9上，1分） 太空人：荷西·奧圖維（6下，2分）、卡洛斯·柯瑞亞（7下，1分） |   |   |   |   |   |   |   |   |   |   |    |   |

約爾丹·艾爾法瑞茲在首局下敲出高飛犧牲打讓太空人先馳得點，不過安立奎·赫南德茲在3局上敲出全壘打追平比數。追平後，荷西·奧圖維發生雙殺處理球失誤，造成紅襪拿下第二分。之後Hunter Renfroe敲出二壘安打讓紅襪單局進帳三分。
6局下，荷西·奧圖維敲出2分砲，讓比賽再度回到原點。接著卡洛斯·柯瑞亞在7局下敲出陽春砲，太空人再次要回領先。儘管安立奎·赫南德茲上演雙響砲，單場敲出4支安打的演出，不過太空人仍以5比4拿下系列賽首勝。

### 10月16日 第二場
德克薩斯州，休士頓，美粒果公園球場
| 波士頓紅襪 | 4 | 4 | 0 | 1 | 0 | 0 | 0 | 0 | 0 | 9 | 11 | 0 |
| 休士頓太空人 | 0 | 0 | 0 | 3 | 0 | 0 | 0 | 0 | 2 | 5 | 8  | 0 |
| 勝投： 納坦·艾瓦爾迪（1–0） 敗投： Luis García（0–1） 全壘打： 紅襪：朱利奧·丹尼爾·馬丁尼茲（1上，4分）、拉斐爾·迪佛斯（2上，4分）、安立奎·赫南德茲（4上，1分） 太空人：尤里斯基·古力歐（9下，1分）、傑森·卡斯楚（9下，1分） |   |   |   |   |   |   |   |   |   |   |    |   |

朱利奧·丹尼爾·馬丁尼茲在首局就敲出滿貫砲，讓Luis García僅投1局便退場休息。2局上，拉斐爾·迪佛斯再敲出一發滿貫砲，加上安立奎·赫南德茲在4局上擊出陽春砲，讓紅襪早早取得9比0領先。而紅襪也成為第一支在季後賽單場敲出兩支滿貫砲的隊伍。
4局下2出局，太空人靠著保送和3支安打拿下3分，但這也是全隊在前8局唯一的攻擊機會。9局下，尤里斯基·古力歐和傑森·卡斯楚都敲出陽春砲追分，不過紅襪仍以9比5扳平系列賽。在贏下這場比賽後，紅襪將季後賽只要先得分就贏球的連勝紀錄推進到14場。

### 10月18日 第三場
麻薩諸塞州，波士頓，芬威球場
| 休士頓太空人 | 0 | 0 | 0 | 3 | 0 | 0 | 0 | 0 | 0 | 3  | 5  | 2 |
| 波士頓紅襪 | 0 | 6 | 3 | 0 | 0 | 2 | 0 | 1 | X | 12 | 11 | 0 |
| 勝投： Eduardo Rodríguez（1–0） 敗投： José Urquidy（0–1） 全壘打： 太空人：凱爾·塔克（4上，3分） 紅襪：凱爾·舒瓦伯（2下，4分）、Christian Arroyo（3下，2分）、朱利奧·丹尼爾·馬丁尼茲（6下，2分）、拉斐爾·迪佛斯（8下，1分） |   |   |   |   |   |   |   |   |   |    |    |   |

凱爾·舒瓦伯在2局下敲出滿貫砲，讓紅襪成為季後賽首支在單一系列賽擊出3支滿貫砲的球隊。Christian Arroyo也在3局下擊出2分砲，讓紅襪早早取得9比0領先。
4局上，凱爾·塔克敲出3分砲，而這也是太空人唯一得分。朱利奧·丹尼爾·馬丁尼茲和拉斐爾·迪佛斯都在比賽後段開轟，最終紅襪12比3拿下第二勝。

### 10月19日 第四場
麻薩諸塞州，波士頓，芬威球場
| 休士頓太空人 | 1 | 0 | 0 | 0 | 0 | 0 | 0 | 1 | 7 | 9 | 12 | 1 |
| 波士頓紅襪 | 2 | 0 | 0 | 0 | 0 | 0 | 0 | 0 | 0 | 2 | 5  | 2 |
| 勝投： Kendall Graveman（1–0） 敗投： 納坦·艾瓦爾迪 （1–1） 全壘打： 太空人：艾力克斯·布萊格曼（1上，1分）、荷西·奧圖維（8上，1分） 紅襪：贊德爾·柏加茲（1下，2分） |   |   |   |   |   |   |   |   |   |   |    |   |

艾力克斯·布萊格曼在首局上開轟先馳得點，但贊德爾·柏加茲隨即以2分砲還以顏色。
太空人本次系列賽前3戰先發投手都無法投長，本戰推派的老將扎克·格林基一樣狀況不理想，但連日燃燒的牛棚替球隊緊咬比分。
8局上，荷西·奧圖維擺脫低潮，轟出陽春砲追平比數。
9局上，紅襪推出先發輪值內的納坦·艾瓦爾迪進行牛棚日，但在2出局後面對傑森·卡斯楚1顆壓在好球帶內的球被判成壞球，讓太空人死裡逃生，卡斯楚擊出致勝安打，也打開了7分大局。最終太空人9比2追平系列賽。

### 10月20日 第五場
麻薩諸塞州，波士頓，芬威球場
| 休士頓太空人 | 0 | 1 | 0 | 0 | 0 | 5 | 1 | 0 | 2 | 9 | 11 | 0 |
| 波士頓紅襪 | 0 | 0 | 0 | 0 | 0 | 0 | 1 | 0 | 0 | 1 | 3  | 2 |
| 勝投： Framber Valdez（1–0） 敗投： 克里斯·塞爾（0–1） 全壘打： 太空人：約爾丹·艾爾法瑞茲（2上，1分） 紅襪：拉斐爾·迪佛斯（7下，1分） |   |   |   |   |   |   |   |   |   |   |    |   |

Framber Valdez和克里斯·塞爾再度交手，雙方前5局上演投手戰，只有約爾丹·艾爾法瑞茲在2局上開轟打下全隊唯一分數。
6局上，艾爾法瑞茲擊出2分打點的二壘安打，成功打退塞爾，而接替的Ryan Brasier又掉了3分，太空人寫下了5分大局。
隊友充分火力支援，Framber Valdez投球更加有自信，最終主投8局僅被拉斐爾·迪佛斯陽春砲失1分的超優質先發，領軍搶下系列賽聽牌優勢。

### 10月22日 第六場
德克薩斯州，休士頓，美粒果公園球場
| 波士頓紅襪                                                                                            | 0 | 0 | 0 | 0 | 0 | 0 | 0 | 0 | 0 | 0 | 2  | 0 |
| 休士頓太空人                                                                                          | 1 | 0 | 0 | 0 | 0 | 1 | 0 | 3 | X | 5 | 10 | 0 |
| 勝投： Luis García（1–1） 敗投： 納坦·艾瓦爾迪（1–2） 全壘打： 紅襪：無 太空人：凱爾·塔克（8下，3分） |   |   |   |   |   |   |   |   |   |   |    |   |

約爾丹·艾爾法瑞茲在首局就從納坦·艾瓦爾迪手中敲出二壘安打，幫助太空人先馳得點。而本季季後賽表現很差的Luis García在本戰終於甩脫低潮，前面5局讓紅襪完全熄火，連一支安打也沒有。
6局上2出局，安立奎·赫南德茲終於打破無安打窘境，用一支三壘安打將Luis García打退，但是接任的Phil Maton成功拆彈，讓拉斐爾·迪佛斯第一球打成內野沖天炮出局。
6局下，凱爾·塔克擊出雙殺打，但是送回三壘跑者。
7局上，紅襪1出局後攻占一三壘，但是代打的崔維斯·蕭爾揮空吞K，馬丁·馬唐納多再以雷射肩抓到盜二壘的艾力士·韋杜戈，徹底瓦解紅襪氣焰。
8局下2出局，塔克轟出3分砲鎖定勝局，最終太空人5：0獲勝，成功晉級世界大賽，也報了2018年落敗的一箭之仇。